# Justin Briggs
Justin De'Jon Briggs (Okinawa, 19 settembre 1997) è un cestista statunitense con cittadinanza giapponese.